# Toubout
Toubout (auch: Touboutt) ist ein Dorf in der Landgemeinde Badaguichiri in Niger.

## Geographie
Das von einem traditionellen Ortsvorsteher (chef traditionnel) geleitete Dorf liegt rund 31 Kilometer südöstlich von Badaguichiri, dem Hauptort der gleichnamigen Landgemeinde, die zum Departement Illéla in der Region Tahoua gehört. Größere Dörfer in der Umgebung sind Dindi im Norden, Allakaye im Nordosten, Tama im Südosten und Yama im Westen.

## Bevölkerung
Bei der Volkszählung 2012 hatte Toubout 6785 Einwohner, die in 1048 Haushalten lebten. Bei der Volkszählung 2001 betrug die Einwohnerzahl 4910 in 768 Haushalten und bei der Volkszählung 1988 belief sich die Einwohnerzahl auf 3992 in 669 Haushalten.

## Wirtschaft und Infrastruktur
In Toubout gibt es einen Schlachthof, der um das Jahr 2015 aus Mitteln der Landgemeinde Badaguichiri errichtet wurde. Es ist eine Schule vorhanden.